# Blauwe koffervis
De blauwe koffervis (Ostracion cyanurus) is een vis uit de familie van de koffervissen (Ostraciidae). De wetenschappelijke naam is voor het eerst gepubliceerd door Eduard Rüppell in 1828. De vis bereikt een lengte van ongeveer 15 centimeter en leeft in koraalriffen van tropische en subtropische zeeën.

## Kenmerken
De vis heeft een lichaam dat op doorsnede vierkant is, en van de kop tot aan het begin van de staartwortel bedekt door een beenachtig pantser dat gevormd wordt door vergroeide benige schubben. Zijn lichaam is hierdoor hard en niet vervormbaar. Mond, ogen en borstvinnen komen door het pantser naar buiten. De vis heeft geen buikvinnen; de rug- en de aarsvin zijn ver naar achteren geplaatst. Het pantser biedt vermoedelijk bescherming tegen vijanden. Bij verstoring kan de vis via de huid een giftige stof afgeven.

## Verspreiding
De blauwe koffervis komt voor in de volgende zeeën:
- Het westelijke deel van de Indische Oceaan
- Perzische Golf
- Rode Zee